# Nationalpark Médanos del Chaco
Der Nationalpark Médanos del Chaco liegt im Norden Paraguays an der bolivianischen Grenze im Departamento Boquerón und Departamento Alto Paraguay. Es ist der zweitgrößte Nationalpark des Landes. Er wurde am 12. August 2003 gegründet und am 1. Dezember 2016 auf die Fläche von 7063 km² erweitert.

## Klima
Der durchschnittliche Jahresniederschlag beträgt 400/500 mm und die Temperaturen können im Sommer bis auf 50 °C ansteigen. 

## Flora
Zu der im Park verbreiteten Flora gehören der Quebracho-Baum, Kakteen, der Palo Cruz (Tabebuia nodosa) und die Jacaratia corumbensis – von den Einheimischen Yvy'a genannt – die in ihrer großen, rübenförmigen Wurzel mehrere Liter Wasser speichert.

## Fauna
Zur anzutreffenden Fauna gehören das äußerst seltene Guanako-Llama, der Jaguar, Puma, Ozelot, Große Ameisenbär, Tapir, Jaguarundi, Anden-Skunk, Riesengürteltier, Chaco-Pekari und Nachtaffen. Unter den zahlreichen Reptilienarten ist der Kaiman, Schwarzweiße Teju und die Klapperschlange anzufinden.
Im Park gibt es zudem 144 Vogelarten, darunter der Nandu, Amazonenpapagei, Kronenbussard (Buteogallus coronatus) sowie der Jabiru (spanisch tujuju cuartelero), der mit bis zu 1,40 m Höhe größte Wasservogel der Welt.